# Vibrafone

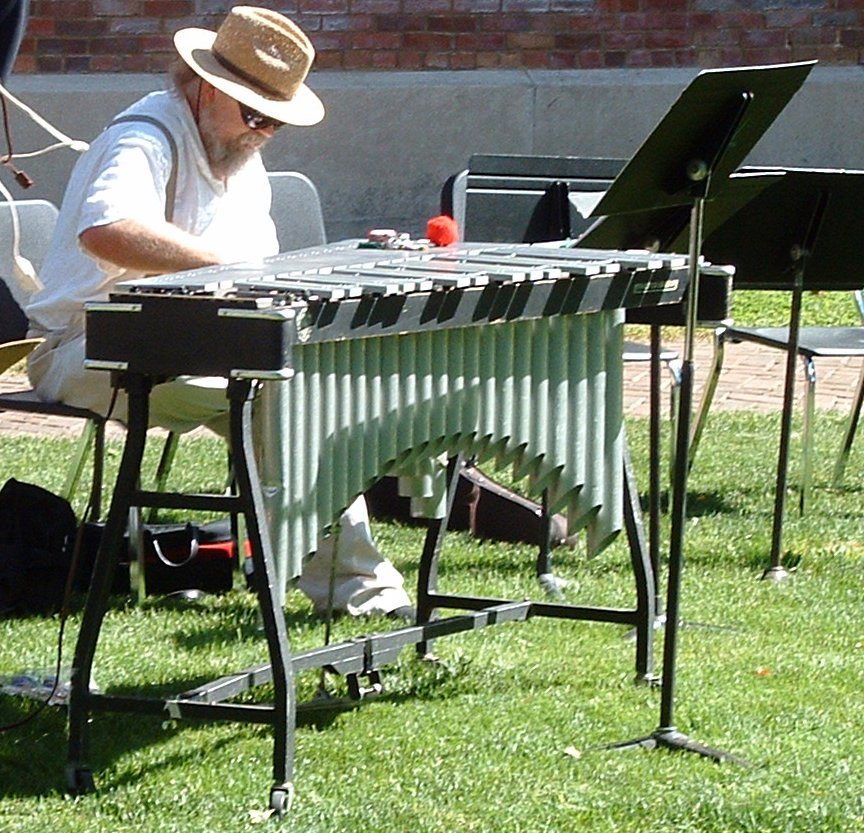
Vibrafone

O vibrafone é um instrumento musical inventado no século XX. É um instrumento de percussão de altura definida, classificado, no Sistema Hornbostel-Sachs como um idiofone diretamente percutido, composto de um conjunto de placas de percussão (111.222) com altura definida, montadas num suporte sobre tubos que servem para amplificar seu som e também agem como ressonadores. Pertence à família dos metalofones e tem, por norma, um alcance de três a quatro oitavas. É utilizado principalmente no jazz, aparecendo também em diversos outros géneros populares e também na música erudita.

## Execução
O vibrafone é tocado por percussão com baquetas. O vibrafonista pode utilizar de duas a seis baquetas revestidas de lã ou feltro para produzir melodias e acordes. O nome vibrafone deriva do seu mecanismo de funcionamento. Por baixo de cada tecla há um ressonador, um tubo metálico oco sintonizado para a frequência de cada nota, com um disco de diâmetro um pouco menor que o do próprio tubo em seu topo. Os discos de cada tubo estão conectados a um eixo e podem girar movidos por um motor elétrico. Quando o motor é ligado e uma tecla é soada, as notas apresentam um efeito de tremolo, causado pela abertura e fechamento rápido dos tubos pelos discos que giram.  O músico pode variar a velocidade de rotação, controlando o efeito de tremolo. Com o motor desligado, os tubos ficam abertos e o vibrafone apresenta um som semelhante ao de um sino.

## Evolução organológica
Sua origem não é muito precisa, embora muitos atribuam suas raízes à música asiática, assim como o xilofone. Já a marimba atual é originária da África e da América Central. O primeiro modelo do vibrafone foi criado por Herman Winterhoff em 1916, que experimentava com a possibilidade da adição de um efeito vibrato a uma marimba de ferro, através de um mecanismo que atuava nos tubos ressoadores do instrumento. Em 1921, este mecanismo foi alterado, sendo o efeito gerado pela rotação de discos que se localizavam dentro dos tubos ressoadores, por baixo das placas de metal, permitindo a sequencial quebra e abertura entre a ligação destes componentes. Este mecanismo faz com que o som seja ressoado em pulsações, cuja frequência pode ser controlada num painel conectado ao motor. Em 1924, este instrumento passou a ser referido pela Leedy Manifacturing Company como "vibrafone". Eventualmente, as placas de metal passaram a ser niveladas (ao contrário do Glockenspiel, cuja fila diatónica fica disposta por baixo da cromática), a extensão do instrumento passou de 3 a 4 oitavas (a pedido de compositores como Alban Berg, Messiaen e Henze no início do século XIX), e foi adicionado um sistema de pedal que controla o abafador do instrumento, que funciona de forma semelhante ao pedal de sustentação do piano.